# 人民連合 (ギリシャ)
人民連合 (じんみんれんごう、ギリシャの政党) (En:Popular Unity (Greece), ギリシア語: Λαϊκή Ενότητα, ΛΕ, Laïkí Enótita, LE) 
はギリシャの政党である。以前チリにも人民連合は存在したが、それが由来となっている。
2015年8月21日にSyrizaから分裂し結党となったが、政党の正式な設立には時間を要している。

## 概略
Syrizaの党首でありギリシャの首相だったアレクシス・チプラスが首相を辞任し、解散総選挙を2015年9月に行うと発表した。
Syriza所属だった25名の国会議員がチプラスと決別し、あらたな政党を設立する流れになった。党の名称を人民連合として2015年8月21日に結党し、ギリシャ議会の第3政党となった。
欧州連合（EU）側がギリシャに求める賃金削減や年金削減などに反対し、EU側との対決姿勢を鮮明にした。